# Эфендиев, Рашид-бек Исмаил оглы
Рашид-бек Исмаил оглы Эфендиев (азерб. Rəşid bəy İsmayıl oğlu Əfəndiyev; 24 мая [5 июня] 1863, Нуха, Бакинская губерния — 31 августа 1942, Нуха) — азербайджанский педагог, писатель и этнограф.

## Биография
Окончил в 1882 году Горийскую семинарию, в 1900 году — Александровский учительский институт в Тифлисе. В 1900—1917 годах преподавал азербайджанский язык в Горийской семинарии. С 1918 года — директор Учительской семинарии, открывшейся в Баку. Автор учебников «Ушаг бахчасы» (1898), «Бесиратул-атфал» (1901). В 1920 году назначен директором Педагогического института города Нуха.
В 1926—1933 годы преподаёт русский язык. I часть «Вэтэн дили» («Родная речь») написана Рашид беком Эфендиевым. В «Вэтэн дили» («Родная речь») (I часть) включён его перевод басни И. А. Крылова «Лисица и Виноград». Сын Мамед Эфендиев также стал педагогом.

## Книги Эфендиева вМузее истории Азербайджана
- Титульный лист книги Эфендиева «Очаг крови». Тифлис, 1904
- Титульный лист азбучной книги Эфендиева «Ушаг Бахчаси», 4-е издание. Тифлис, 1912
- Титульный лист пьесы Эфендиева «Добрый сосед и слепую деву выдаст замуж». Баку, 1913